# Jolene (Vorname)
Jolene ist ein weiblicher Vorname.

## Herkunft und Bedeutung
Große Popularität erlangte der Name durch das gleichnamige Lied Jolene der Country-Sängerin Dolly Parton aus dem Jahr 1974.

## Varianten
- Jolena
- Jolean
- Joleen
- Jolian
- Jolin
- Joline
- Jolinn
- Jolinne
- Jolyn
- Jolynn
- Jolynne

## Namensträgerinnen
- Jolene Blalock (* 1975), US-amerikanische Schauspielerin
- Jolene Purdy (* 1983), US-amerikanische Schauspielerin
- Jolene Unsoeld (1931–2021), US-amerikanische Politikerin
- Jolene Van Vugt (* 1980), kanadische Motocrossfahrerin
- Jolene Watanabe-Giltz (1968–2019), US-amerikanische Tennisspielerin